# Доброго здоровьица!
«Доброго здоровьица!» — ток-шоу о традиционной и нетрадиционной медицине, позже о психологии и о известных людях. Выходило на «Первом канале» по будням днём (в 10:40 или в 14:20) с 3 декабря 2012 по 28 марта 2014 года. Ведущие — Геннадий Малахов и Ангелина Вовк.

## Описание
В отличие от предыдущего ток-шоу «Малахов+» (Малахов+Малахов; Малахов+Генералов и Малахов+Морозова), эта передача рассказывала не только о народных методах оздоровления, но и об официальной медицине, а также о психологии, семейных ценностях, религиозных чудесах, новых рецептах блюд и о многом другом.
Начиная с 2013 года, передача, как правило, была посвящена не столько вопросам здоровья, сколько беседам с гостями в студии на различные житейские темы и проблемы. Отдельные выпуски передачи могли носить развлекательный характер.

## Закрытие
Первые публикации о вероятном закрытии телепередачи появились ещё 7 августа 2013 года и были связаны с низкими рейтингами ток-шоу, однако вскоре Геннадий Малахов опроверг эту информацию и заявил о продолжении съёмок. 28 марта 2014 года передача была убрана из сетки вещания «Первого канала». Вместо неё 31 марта 2014 года была запущена новая передача «Дело ваше», выходившая до 29 мая 2014 года. Закрытие передачи «Доброго здоровьица!» подтвердила газета «Комсомольская правда». 
30 мая 2014 года вышел последний выпуск передачи «Дело ваше», а 2 июня эта передача, как и передачи, которые выходили в таймслоте 11:30-17:30, «Другие новости», «Истина где-то рядом» и «Понять. Простить», были закрыты и убраны из сетки вещания телеканала. Это место заняли повторы прошедших выпусков программы «Сегодня вечером» по понедельникам и повтор двух серий вечерних сериалов в остальные будние дни. В сентябре 2014 года в данном таймслоте эфира появилась программа «Время покажет».